# 少林寺之得宝传奇
《少林寺之得宝传奇》是2021年在中国大陆上映的网络电影，导演唐季礼，王宝强领衔主演，主演倪大红、都桂宇、索朗美淇，于海、吴孟达特别出演，刘昊然友情出演。

## 演员
- 王宝强 出演 西门得宝，客栈老板。
- 于海 出演 西门梓，西门得宝爷爷。
- 倪大红 出演 高僧。
- 都桂宇 出演 屠昊。
- 索朗美淇 出演 铁大雪。
- 吴孟达 出演 客商老者。
- 曹雪松 出演 牛筋。
- 惠王军 出演 馒头。
- 朱贺 出演 金无常。
- 任学海 出演 钦差。
- 吴超 出演 何骁，刺史。
- 白泽泽 出演 有肉。
- 熊欣欣 出演 袁嵩。
- 刘昊然 出演 太子。

## 制作
王宝强6岁时开始练习武术，8至14岁在嵩山少林寺做俗家弟子，渴望主演一部少林寺题材的功夫电影一直都是他的心愿。
该片在黄山和浙江省象山影视城取景。
该片结尾得宝和尚舍弃荣华富贵，转身离开的那一刻，回首一望站在城楼上的铁大雪，是向周星驰电影《大话西游》致敬（至尊宝看了一眼城墙上的紫霞仙子转身跟着师傅走了）。

## 上映
2021年2月12日（大年初一），《少林寺之得宝传奇》在中国大陆网络上映。
豆瓣评分4.2分。